# Olympische Sommerspiele 1972/Teilnehmer (Bahamas)
| Gelbes Symbol für Goldmedaillen mit stilisierten Olympischen Ringen | Graues Symbol für Silbermedaillen mit stilisierten Olympischen Ringen | Braundes Symbol für Bronzemedaillen mit stilisierten Olympischen Ringen |
| ------------------------------------------------------------------- | --------------------------------------------------------------------- | ----------------------------------------------------------------------- |
| —                                                                   | —                                                                     | —                                                                       |

Die Bahamas nahmen an den Olympischen Sommerspielen 1972 in München mit einer Delegation von 20 Sportlern (19 Männer und einer Frau) teil, die in vier Sportarten bei 14 Wettkämpfen starteten. Der Leichtathlet Michael Sands wurde als Fahnenträger zur Eröffnungsfeier ausgewählt.

## Teilnehmer nach Sportarten

### Boxen
- Garvin Davis
Weltergewicht: 17. Platz
- Nat Knowles
Mittelgewicht: 9. Platz

### Leichtathletik
Herren
- Michael Sands
100 m: Viertelfinale
200 m: Vorlauf
4 × 100 m: Vorlauf
- Walter Callander
100 m: Vorlauf
4 × 100 m: Vorlauf
- Kevin Johnson
100 m: Vorlauf
200 m: Vorlauf
- Franklin Rahming
400 m: Vorlauf
- Danny Smith
110 m Hürden: Vorlauf
4 × 100 m: Vorlauf
- Harry Lockhart
4 × 100 m: Vorlauf
- Tim Barrett
Dreisprung: 27. Platz in der Qualifikation

Frauen
- Claudette Powell
Frauen, 100 m: Vorlauf

### Radsport

#### Bahn
- Geoffery Burnside
Sprint: 1. Runde (Hoffnungslauf)
- Laurence Burnside
1000 m Zeitfahren: 30. Platz

### Segeln
- Durward Knowles
Star: 13. Platz
- Montague Higgs
Star: 13. Platz
- Godfrey Kelly
Drachen: 19. Platz
- Christopher McKinney
Drachen: 19. Platz
- David Kelly
Drachen: 19. Platz
- Robert Symonette
Soling: 25. Platz
- Craig Symonette
Soling: 25. Platz
- Percival Knowles
Soling: 25. Platz